# 都市高速道路

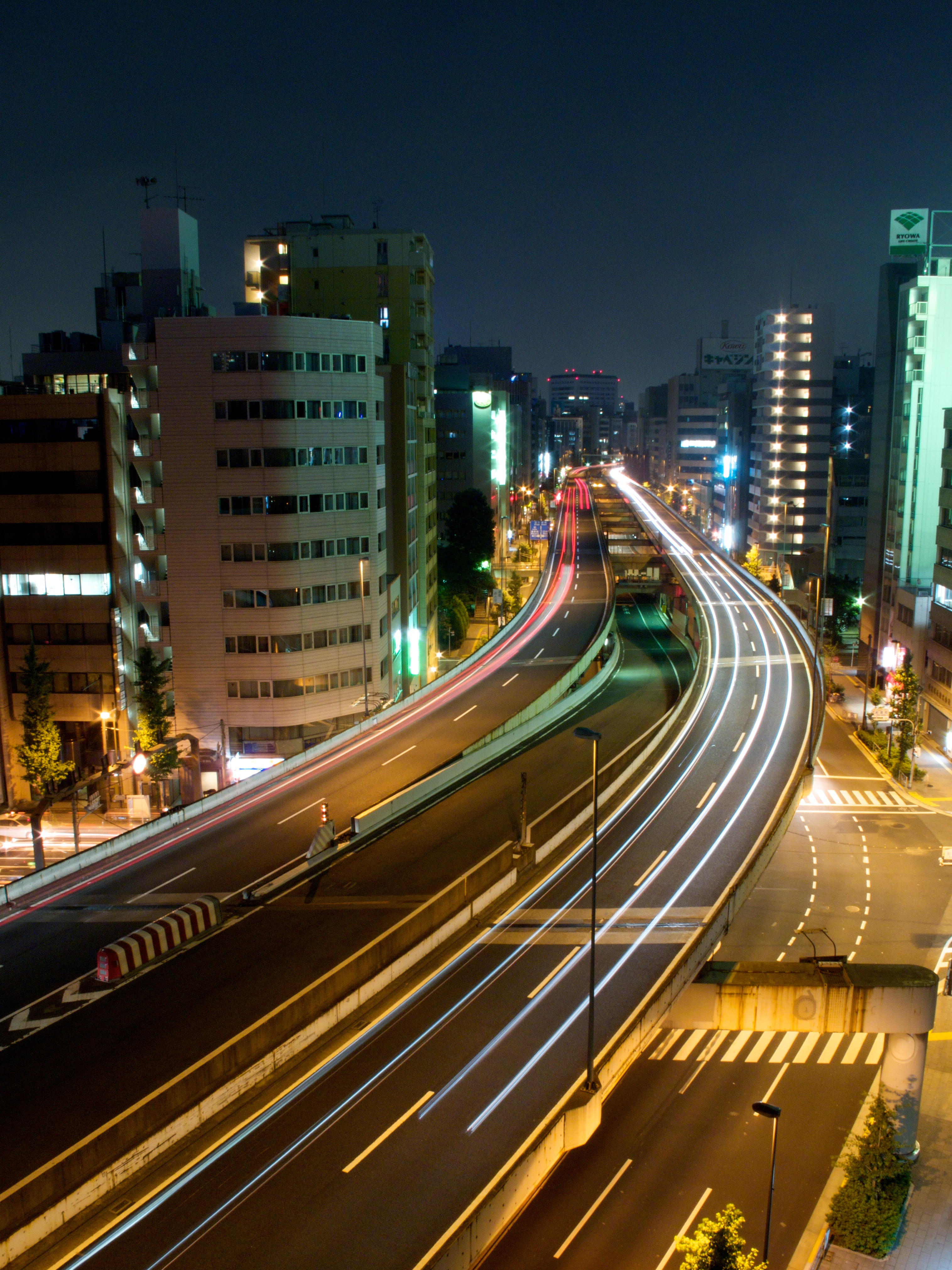
都市の隙間を縫うように建設された首都高速道路

都市高速道路（としこうそくどうろ）とは、日本の都市計画法に規定されている都市施設の一つで、国内の6つの都市内に所在する自動車専用道路である。すべての道路についてETCなどによって通行料金が課金されている。高速自動車国道や一般国道の自動車専用道路などとともに日本の高速道路を構成する。

## 概要
日本の東京、名古屋、大阪、広島、北九州、福岡の6つの大都市圏に所在する、都市内の道路交通を円滑にする目的で建設された自動車専用道路のことで、高速自動車国道（高規格幹線道路）とは区別されている。
海外においても都市内に高速道路は存在し、幾何構造や運用において差別化されている例は存在するが、都市高速道路という用語は日本独自のものである。
道路法上は都道府県道または指定市道（政令指定都市内の区間）である。単に都市高速とも呼ばれる。また、地域高規格道路の概念ができてからは、地域高規格道路に自動的に指定されている。
都市高速は道路構造令で定められている第2種の規格で設計されている。都市内においては用地確保の問題から規格が都市間を結ぶ高規格幹線道路の第1種に比べて低い規格である。
ただし、これは都市内を通過する高規格幹線道路においても同様である。
一般道路の上や、河川の上に高架で建設されていることが多いことから、一般の高速道路と比較してカーブが多い。
また、制限速度も本線に合流するまでの助走距離が短いことや、騒音問題の観点からも制限速度が50 - 60 km/hの区間が多い。信号機つき交差点を持つ路線も存在する。
流入部や流出部も、他の高速道路は原則として左側合流に統一されているが、都市高速では土地制約から統一されておらず右側合流となる場合がある。
また大半の場合、一般の高速道路に設置されているようなフル規格のインターチェンジはなく、ハーフIC・クォーターICとなっている出入口も数多い。

## 都市高速道路の位置づけ
高速道路株式会社法では「高速道路」を規定し、その中で自動車専用道路と同等の規格及び機能を有する道路として都市高速道路が位置づけられる。
また、国および地方公共団体以外の公益法人が事業にあたっており、道路整備特別措置法においてはNEXCO3社や首都高速道路及び阪神高速道路株式会社のように、会社が管理している会社管理高速道路とその他の地方道路公社によって運営されている指定都市高速道路と分けられ、共に料金を徴収することのできる道路と位置づけられる。
都市高速道路は、東名高速道路などの高速自動車国道と比べると、有料道路である・自動車専用道路である・中央分離帯で往復交通が区別されている・立体交差であるなどの多くの共通点を持つ。
その一方で、国道ではない・インターチェンジがない・サービスエリアがないなどの違いが挙げられ、規制速度の低さや線形の悪さから旅行速度が低くなる。
名は高速道路と付くが、本線と合流するまでの助走距離が短いため十分な加速ができないことや、車線幅は高速自動車国道よりも狭く造られているため、多くの区間で制限速度が50-60 km/hと低く設定されている。
幾何構造や運用については都市高速道路だけではなく、級区分の差はあるものの都市内高速道路（道路構造令の第2種に該当する道路）に共通する特徴である。

## 歴史
日本初の都市高速道路は、1962年（昭和37年）に京橋 - 芝浦間が供用された首都高速道路で、1964年東京オリンピック開幕の2年前、名神高速道路が開通する1年前に誕生した。
これに続いて、1964年（昭和39年）に阪神高速道路、1979年（昭和54年）に名古屋高速道路、1980年（昭和55年）に福岡高速道路・北九州高速道路、1997年（平成9年）に広島高速道路が順次開通し、5都市圏で供用されている。

### 年表
- 1958年（昭和33年）10月17日：北九州高速4号線の春日 - 大里間が国道3号バイパス北九州道路として開通[注釈 4]。
- 1962年（昭和37年）12月20日：日本初の都市高速である首都高速道路の京橋 - 芝浦間 (4.5 km) が開通[8]。
- 1964年（昭和39年）6月28日：阪神高速道路が開通。
- 1979年（昭和54年）7月25日：名古屋高速道路が開通。
- 1980年（昭和55年）10月20日：福岡高速道路および北九州高速道路が開通。
- 1997年（平成9年）10月1日：広島高速道路が開通。

## 料金政策
これまで、多くの都市高速道路では均一料金制（首都高速、阪神高速および名古屋高速では、エリア別の料金設定）を採用し、料金所建設のコストや料金所での渋滞の回避などのために細かな課金がされていなかった。
そのため、移動距離によって不公平感のある価格体系とされてきた。
広島高速道路では、他の都市高速道路に先駆けて2010年（平成22年）4月26日から対距離料金制を採用した。
料金所の設置スペースに余裕があるため、入口で通行券を発券して出口で料金を収受する方式とすることにより、ETCを利用しない自動車にも対距離料金が適用されている。
首都高速と阪神高速では、路線網の拡大により利用距離のばらつきが大きくなっていたが、2008年（平成20年）にはETCの利用率が80%近くとなったことから、距離別課金への変更が検討された。
しかし、ETCを持っていない人や長い距離を移動する利用者には値上げとなるため、経済状況の悪化もあって、導入は見送られてきた。
沿道関係自治体との協議の結果、料金圏の廃止、上限料金の設定、各種割引、ETC設置助成キャンペーンの実施により、利用者の負担増を抑えることとして、
2012年（平成24年）1月1日から首都高速と阪神高速でも対距離料金制が採用されることになった（ETC非搭載車は原則上限料金に）。
2021年　(令和3年) 5月1日からは首都高速と阪神高速に続いて、名古屋高速においても対距離料金制が採用された。

## 都市高速の影響

### 渋滞緩和
日本の都市内の旅行速度は世界的にみても低く、都市高速を利用することで都市内の混雑を避けることが可能になる。また、移動距離が長いトリップの車両が都市高速を利用することで街路の混雑が緩和されることも多い。ただし、一般道路とはランプで数キロおきに直結されるため、一般道路の交通状況の影響を直接受けることになり、一般道路が渋滞すると都市高速道路もたちまち渋滞に巻き込まれるとの指摘もある。

### 都市景観
都市高速道路の多くは用地確保の難しさから、ビルとビルとの間や河川の上に建設されている場合が多く、景観の問題が指摘される。そのため、最近ではトンネルによる建設も行われている。歴史的建造物であり、日本道路元標があることでも知られる日本橋は、首都高速道路の高架下にあることから景観を損ねているとして、高架を移設してかつての都市空間を取り戻そうとする動きも出ている。

## 都市高速道路の一覧
- 首都高速道路

　東京23区を中心に、横浜市・川崎市・さいたま市・浦安市などにも路線を伸ばす、延長327.2 kmの都市高速道路網。
- 名古屋高速道路

　名古屋市を中心に、一宮市・小牧市などにも路線を伸ばす、総延長81.2 kmの都市高速道路網。
- 阪神高速道路

　大阪市を中心に、神戸市・堺市などにも路線を伸ばす、総延長258.1 kmの都市高速道路網。かつては京都市内にも存在した。
- 広島高速道路

　広島市に所在する、総延長25.0 kmの都市高速道路網。
- 北九州高速道路

　北九州市に所在する、総延長52.2 kmの都市高速道路網。
- 福岡高速道路

　福岡市を中心に、大野城市・太宰府市などにも路線を伸ばす、総延長59.3 kmの都市高速道路網。
都市高速道路は特別区・人口約100万以上の政令指定都市と、その周辺都市に集中している。
札幌市は道央自動車道と札樽自動車道が通過しているものの都心から高速自動車国道までの距離が約4 kmと他都市に比べ遠く離れているにもかかわらず、都市高速道路網は存在していない。雪の影響による慢性的な渋滞により地元から建設を望む声も出ていたが、高架の都市高速道路は積雪時の道路管理に莫大な費用がかかってしまうため、建設される事はなかった。しかし現秋元市長が市長選にて公約に上げていた都心～札樽自動車道間の約4ｋｍを補完する地下の自動車専用道路、都心アクセス道路が令和3年度より晴れて事業化される事になったが、令和5年3月現在も事業形態はまだ決定されていない都心アクセス道路は地下トンネルと高架の組み合わせで繋ぐため雪の影響が少ないことが利点である。
また2023年6月27日には札幌環状型高速交通体系について考える会が、札幌市議会自民党札幌環状高速道路推進議員連盟に対し高速交通から離れた札幌市南西部と現存の高速道路を結ぶ延長約２５キロメートルの高速道路の整備を要望。将来的には、現在整備が進められている都心アクセス道路と東西に結ぶ仮称・都心東西アクセス道路を新設することも視野に入れている。他都市の事例として、福岡市や広島市においては都市高速道路公社を組織し、国・民間・自治体からの資金調達によって道路を整備していることなどを共有した。
仙台市も都市高速道路網は存在していないが、仙台市都心部を中心として広がるDID（人口集中地区）を取り囲むように通る、総延長58.9キロメートル ( km) の環状の有料自動車専用道路「仙台都市圏環状自動車専用道路」が存在する。5つの高速道路の各々の一部または全部によって構成されるため、「仙台都市圏高速環状ネットワーク」とも呼ばれる。公式愛称は「ぐるっ都・仙台」。2010年（平成22年）3月27日に全線開通した。政令指定都市の都市圏域に設置された環状自動車専用道路としては、全国で初めての全通例である。
新潟市も都市高速道路網は存在していないが、中央区と郊外とは、都市高速に準ずる設備を持つ無料のバイパス網で繋がれている。新潟市の郊外を経由して市内外の各方面に至る一般国道のバイパス道路は、その多くが連続立体交差方式を採用しており、他道路との接続をインターチェンジで行うものもある。また、これらバイパスの通行料金は開通当初から全区間無料で、新潟市近郊の交通の要となっている。
金沢市も都市高速道路網は存在していないが、金沢都市圏には金沢市、野々市町、白山市を通る1994年（平成6年）12月に地域高規格道路の計画路線に指定された「金沢外環状道路」が存在する。金沢外環状道路は、金沢都市圏の渋滞緩和および能登地方 - 金沢市 - 加賀地方を結ぶ道路ネットワーク形成のため、計画された延長約50キロメートル (km) の環状道路である。国道8号を境として、海側幹線（日本海側）と山側幹線（両白山地側）に分けられている。
熊本市も都市高速道路網は存在していないが、熊本市内には花園ICから下硯川ICまでの間を通る、地域高規格道路の「熊本西環状道路」が存在する。2019年6月7日には市長の大西一史が、熊本都市圏における交通渋滞を緩和するために立体構造からなる連続高架道路の整備を本格的に検討することを明らかにした。熊本県と熊本市が令和3年6月に策定した「熊本県新広域道路交通計画」では、熊本市中心部から九州自動車道のインターチェンジまでを約10分、熊本空港までを約20分で結ぶ「10分・20分構想」を掲げ、「熊本都市圏南連絡道路」「熊本都市圏北連絡道路」「熊本空港連絡道路」を3つの新たな高規格道路として整備する構想を発表した。
なお、東京都中央区に存在する「東京高速道路」は末端全てが首都高速道路と直結し、事実上首都高速道路と一体化してネットワークを形成しているが、この道路は、道路法に基づく自動車専用道路（旧:建設省所管）ではなく、道路運送法に基づく自動車道（旧:運輸省所管）であり、法律上は全く別の制度に基づく道路である。また。指定最高速度は全線40 km/hである。

### ルート図

首都高速道路
名古屋高速道路
阪神高速道路

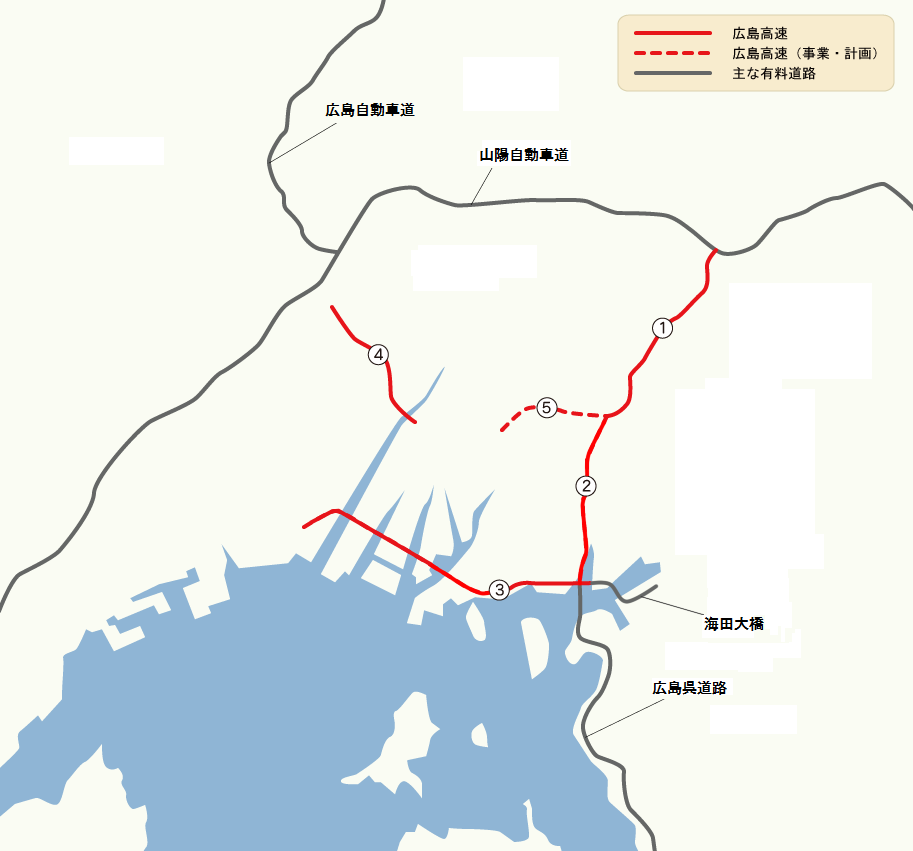
広島高速道路
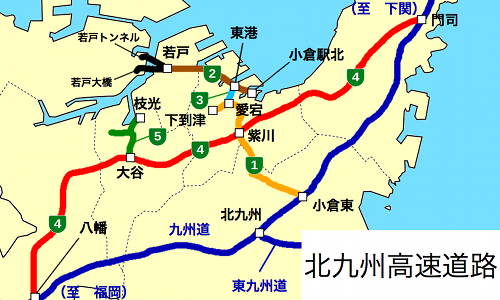
北九州高速道路
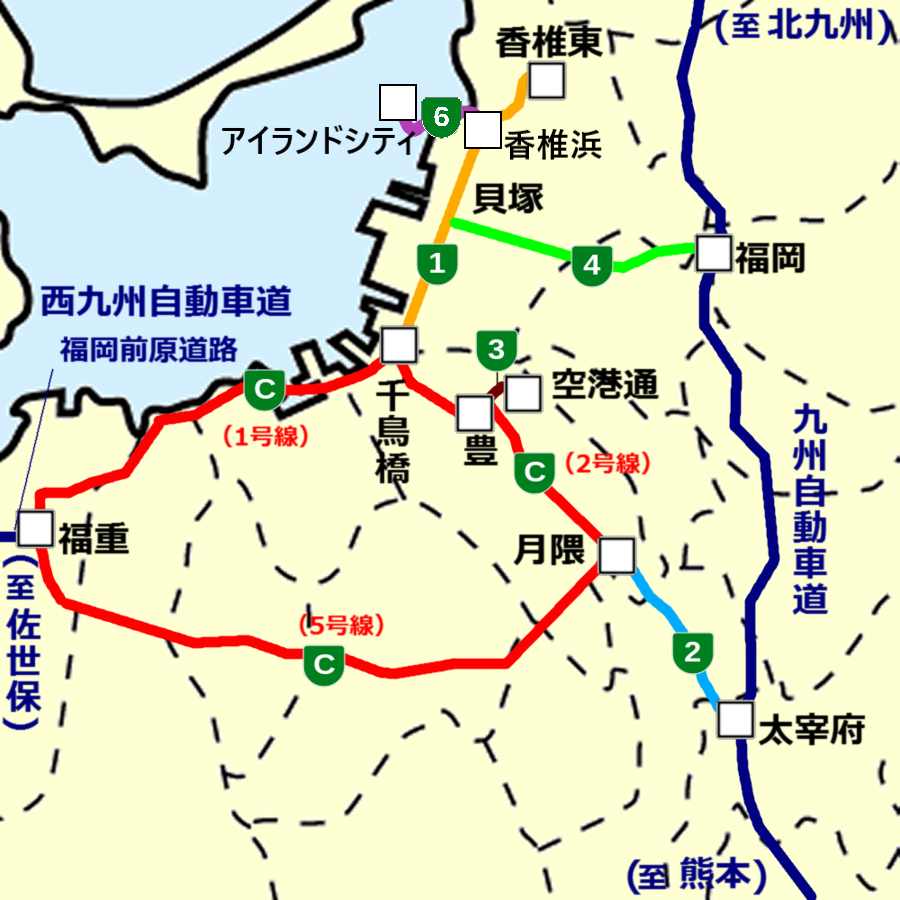
福岡高速道路